# 東京義塾
東京義塾（ドンキンぎじゅく; ベトナム語：Đông Kinh Nghĩa Thụcドンキンギアトゥック）は、フランスの植民地体制下で、ベトナムの知識人層がベトナム社会の近代化および啓蒙を狙いとして資金を出し合い、1907年3月にハノイに設立した私立学校である。ベトナムの歴史教科書において東京義塾は、教育施設として機能していた期間は非常に短いが歴史的に重要な役割を担ったものとして扱われている。

## 設立の背景

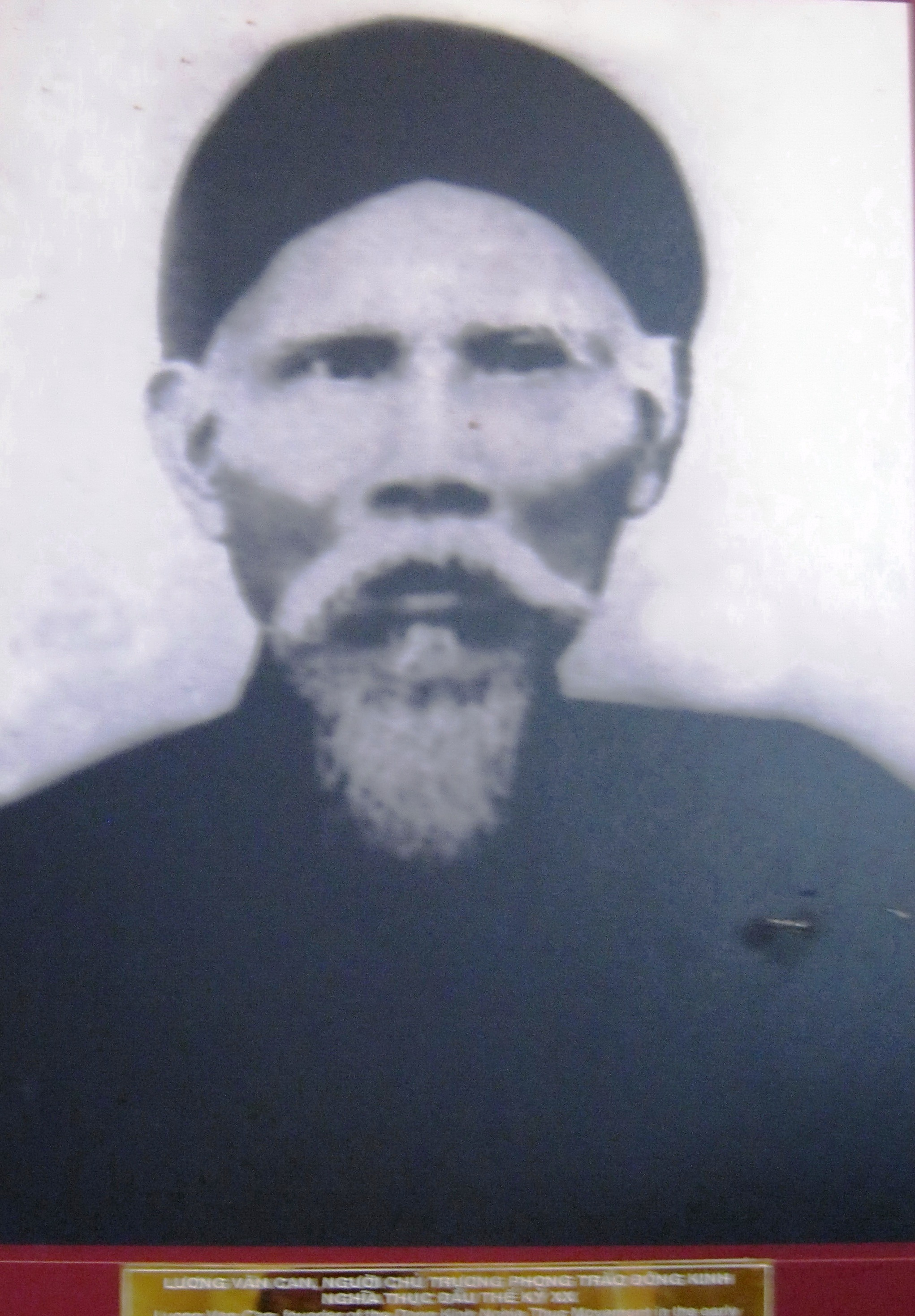
塾長、梁文干（Lương Văn Can）

桜井由躬雄(1999)は、20世紀初頭のベトナムの民族運動には伝統的な知識人層の権威回復の運動の側面があったことを指摘する:321。前植民地期において知識人層には、国家王権と地域村落との関係を取り結ぶ潤滑油としての役割があったが、フランスが権威を確立したことにより、そのような知識人層の役割が失われた:321。また、近代フランス文明が最高の価値とみなされたため:321、科挙という文化装置を通して伝統的な漢文（古典中国語）を駆使して高雅な漢詩を作る技術が権威を失った。役割と権威を失った知識人層により主導された20世紀初頭のベトナムの民族運動は、ベトナム王権の回復と西欧文明の摂取・超克の形態をとった:321。
王権の回復は明治維新をモデルとした立憲君主制の確立をめざす動きとなり、具体的にはクオン・デを会主とする秘密結社維新会の設立という形として現れた。西欧文明の摂取・超克は、東京義塾設立に先行する東遊運動、そして、東京義塾に代表される各地での「学会」の設立という形態をとって現れた。19世紀末から20世紀初頭にかけてのベトナムの志士たちは、中華の古典を教材に漢文を読み書きする昔ながらの学問を「旧学」、摂取すべき西欧文明に関わる学問を「新学」と呼んだ。東京義塾で学ばれた実学は「新学」に属する。
東遊運動は旧態依然とした儒教的価値観、イデオロギーを捨て去り、西洋ではなく日本から新しい思想を移入することにより、ベトナム社会を近代化することを目標とした運動である。東京義塾設立以前の1904年、潘佩珠（ファン・ボイ・チャウ）は有志を募って秘密結社維新会を設立、尊王攘夷によりフランスをベトナムから去らせ、立憲君主制を打ち立てることを目指した。折しも翌年、東洋の小国日本が西洋の大国ロシア帝国を破った。潘佩珠は西のヨーロッパではなく東の日本へ遊学、梁啓超による紹介を通じて犬養毅や大隈重信と会い、支持を取り付けるとともに、愛国心や教育の重要性を認識する。また、日本の近代化に関与した教育システムを見聞し、慶應義塾から東京義塾設立の構想を得た。
中部ベトナム・ダナンの官人の家に生まれた潘周楨（ファン・チュー・チン）は、1906年に科挙に合格し礼部承弁となった伝統的知識人であるが:323、ファン・ボイ・チャウの植民地支配からの脱却と国家主権の回復を最優先とする路線とは異なる活動方針を提起した:193。彼はベトナムの自彊、「未開」の境遇からの脱却（文明開化）こそが最優先であって、主権回復を急ぐべきではないと考えた:193。潘周楨も1906年に東遊、すなわち日本に遊学し、福沢諭吉が開学した慶應義塾を参観し、「深い印象」を得た:10。

## 開学

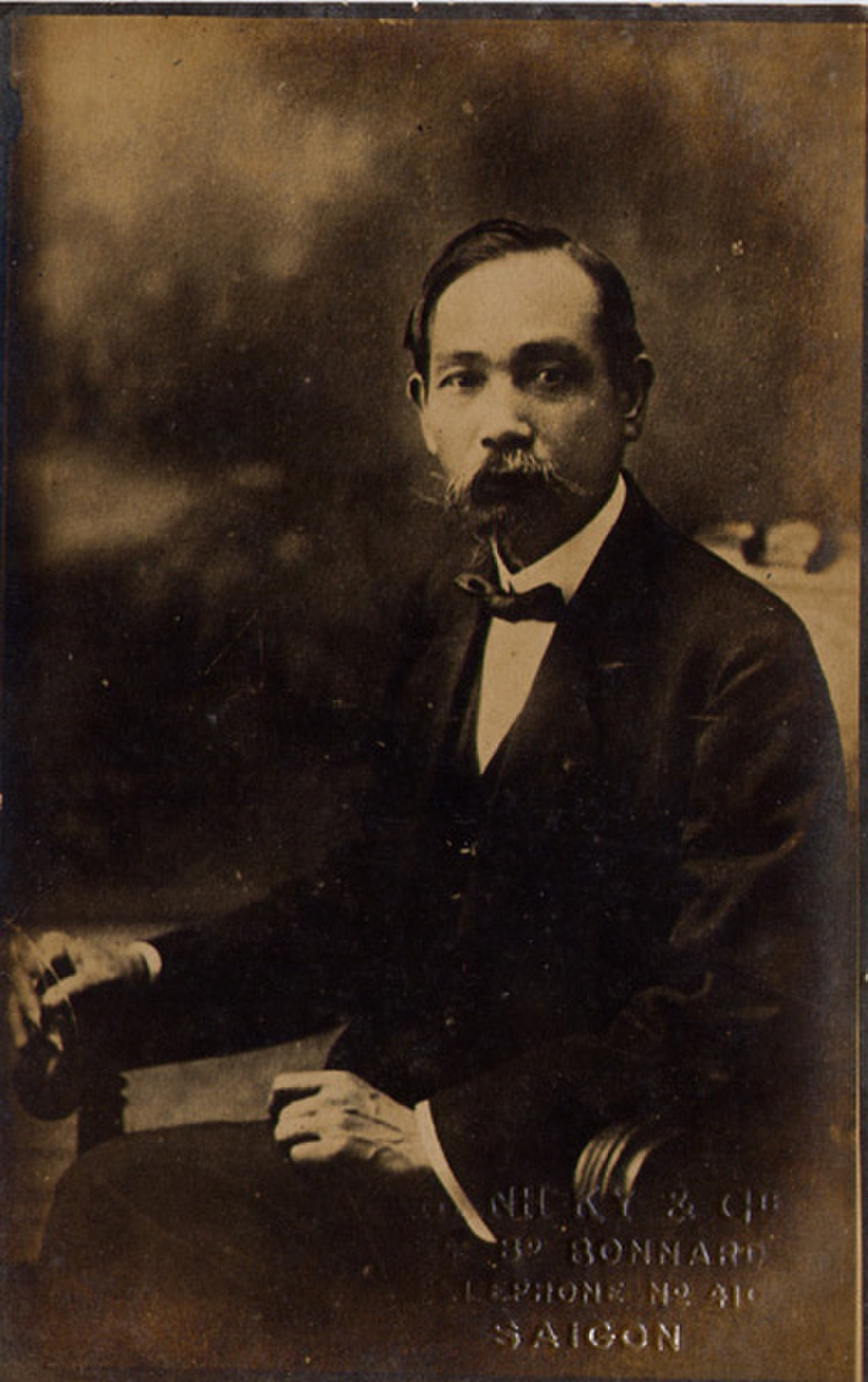
潘周楨

潘周楨と彼の支持者は、ダナンなど中部ベトナムを中心とする各地で、実学教育を行う私立学校の設立を促した:193。東京義塾はこれに呼応して北部ベトナムで1907年3月に設立された同種の「学会」の一つである:323:193。東京義塾は有志の寄付を募って行われた慈善事業であって、近代の精神を学びたい者なら誰にでも、無料で授業を受けさせた。
東京義塾の校名に入っている「義塾」は慶應義塾にならって採用した。その前にある「東京」はベトナム語でドンキン（Đông Kinh）と読み:104、ハノイの別名又は旧名である。14世紀末に当時の陳朝が一時的に首都をハノイからタインホアに移したことがあり、その際、旧都ハノイを東京、新都タインホアを西京と呼んだ:104-106。東京義塾の設立者らは、日本の首都、東京を連想させる校名により日本の近代化に続こうという思いを示すため、わざわざハノイの旧名を「新学」を学ぶ校名に用いた:104。

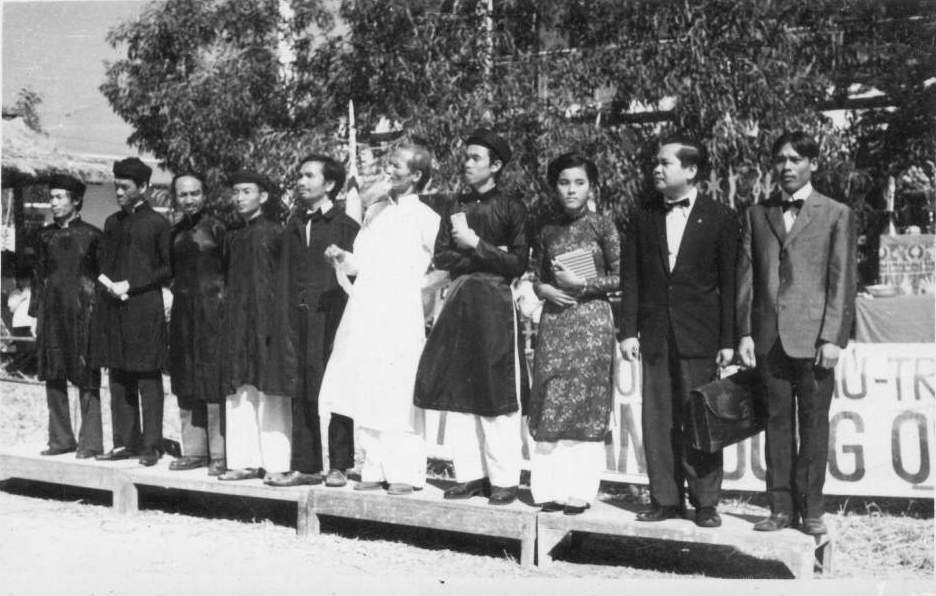
東京義塾の教育者たち

東京義塾は運営部、教育部、出版部、広報部など、部門別に分かれていた。運営は梁文干、阮瓘、阮文永、陶元普、范俊風（Phạm Tuấn Phong）、黎岱らが担った。ハノイ59番通りにあった教育部で教えた教育者としては範維遜、ズオン・バー・チャックなどがいる。
東京義塾は書字文化の改革に取り組んだ。東京義塾はベトナム語を書き表す書字体系として国語（クオックグー）を推奨し、教科書や新聞を従来の漢文（古典中国語）に代えて、クオックグーで出版した。クオックグーは新しい思想や文物の表現媒体としての役割を担った。もっとも、東京義塾では漢字の使用が単に忌避されたわけではなく、近代の新思想を学ぶため、「自由」「民主主義」「権利」といった新しい概念を表す言葉として和製漢語が積極的に学ばれた。
東京義塾が教授した教科としては、漢文、フランス語、国語（クオックグー）を中心に、地理、歴史、算術、図画、科学、体育があった:104-105。歴史ではフランス革命やジョージ・ワシントンの生い立ちなどが学習された。教材は手作りで、謄写版刷りの潘佩珠の著作（漢文）も使用された。潘周楨は何度も講義を行い、科挙及びそれを中心とした学術体系が時代遅れになったことを強調した。なお、西洋の新思想は日本語から直接翻訳されたわけではなく、梁啓超の日本語から近代中国語への翻訳からベトナム語へ重訳された。人名も漢字にいったん転写された後、ベトナムでの読みに変換されたため、ルソー、シャルル・ド・モンテスキュー、ヴォルテール、スチュアート・ミル、ハーバート・スペンサーがそれぞれ、Lư Thoa, Mạnh Đức Tư Cưu, Phúc Lộc Đạt Nhĩ, Ti Thoát Mân, Ti Tân Tất になった。

## 閉鎖
東京義塾の最盛期の学生数は500人から700人ほどで、東遊運動で日本に向かったベトナム人青年たちの4倍の規模であった:104-105。ベトナム社会の近代化という目的に際して、学会設立運動は、東遊運動よりも圧倒的に安上がりであった。東京義塾は完全に合法の枠内で独立を目指す運動であった。フランス植民地当局も東京義塾の設立当初は静観していたが、設立から8か月ほどが経った1907年11月に閉鎖を命じた。
主に中部ベトナムから始まった東遊運動は、1907年になると南部にも広がり、南部も留学生を輩出するようになった。しかし南部はまだ当局の締め付けが緩かったので、留学生の家族が留学生への手紙をうっかり郵便局に投函してしまった。検閲によりインドシナでの社会改革の動きを察知したフランスはこれを潰す方針へと転換した。1907年11月に
東京義塾の閉鎖命令の少し後、1908年3月には安南（中圻）（アンナン）で課税に反対する反乱（抗税農民一揆）が発生し、1908年6月には東京（北圻）（トンキン）でもベトナム人兵士とアウトローが結託した陰謀事件（ハノイ投毒事件）が起きた。フランス植民地当局はこれらの事件の発生を東京義塾や東遊運動の唱道者らの責任であると非難した。東京義塾の出版物がすべて発行禁止処分にされ、指導者の中には逮捕される者もいた。阮瓘と黎岱はコンダオ刑務所へ流刑になり、阮瓘はそこで亡くなった。